# Estany Tort de Colieto
L'Estany Tort de Colieto és un llac que es troba en el terme municipal de la Vall de Boí, a la comarca de l'Alta Ribagorça, i dins del Parc Nacional d'Aigüestortes i Estany de Sant Maurici.
El llac, d'origen glacial, està situat a 2.369 metres d'altitud, a l'est del Bony dels Estanyets de Colieto, per sota del Pòrt de Colomèrs. Receptor del drenatge dels Estanys de Colieto per l'oest, drene cap al sud.

## Rutes[2]
Coincideix amb la que porta al Pòrt de Colomèrs des del Refugi Joan Ventosa i Calvell: passant pel Bassot de Colieto i l'Estany Gran de Colieto, abandonant el tàlveg de la vall al sud del Bony dels Estanyets de Colieto per seguint direcció est.